# Francesca Sposi
Francesca Sposi (Roma, 18 giugno 1967) è una ballerina italiana.

## Teatro dell'Opera di Roma
Inizia lo studio della danza classica presso il Balletto di Roma e (dopo un breve passaggio all'Accademia Nazionale di Danza) lo prosegue alla scuola di ballo del Teatro dell'Opera di Roma. Si perfeziona con Inna Zubkovskaja del Balletto Kirov, con Pamela May e Lynn Seymour a Londra e con Marika Bezobrazova a Monte Carlo.
Ancora allieva, viene scelta per Il flauto e la ballerina al Festival di Nervi, per partecipare a Rajmonda di Majja Pliseckaja con il Balletto del Teatro dell'Opera di Roma alle Terme di Caracalla, per un pas de deux da Le Corsaire con Raffaele Paganini in un gala internazionale ad Amsterdam per la TV olandese.

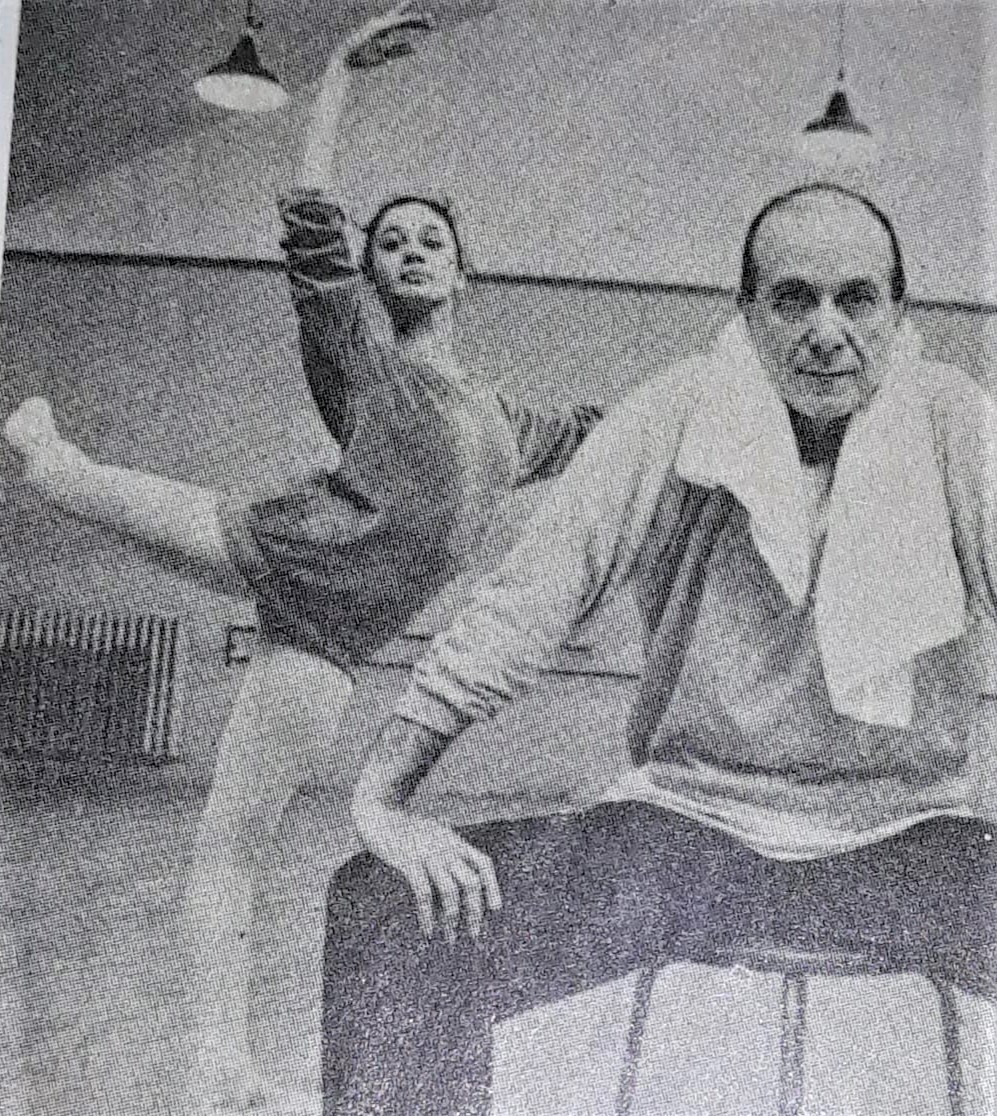
Con Roland Petit durante le prove di Ma Pavlova all'Opera di Roma.

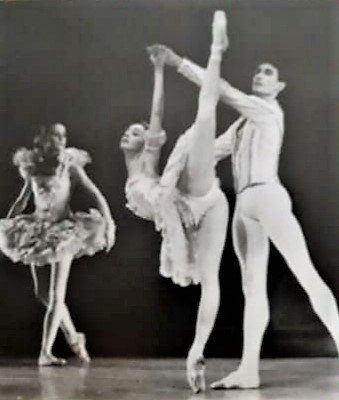
Con Jan Broeckx nel pas de deux finale de Lo Schiaccianoci.

Nel 1985 Pippo Baudo la presenta come concorrente degli Under 21 a Fantastico 6, popolare varietà televisivo di Rai Uno, in coppia con Eugenio Buratti. Nel 1986 è a Domenica In, condotta da Raffaella Carrà, in un seminario in diretta con Carla Fracci e Gheorghe Iancu.
Entrata nel corpo di ballo del Teatro dell'Opera di Roma diretto da William Carter, danza come solista in alcuni balletti tra cui La bottega fantastica di Léonide Massine.
Roland Petit, giunto a Roma per allestire il suo spettacolo Ma Pavlova, le offre l'opportunità di seguirlo nella propria compagnia. Nonostante altre proposte da Peter Schaufuss per Londra, da Uwe Scholz per Zurigo e da Fernando Bujones per l'America, nel 1987 la giovane ballerina si unisce al Ballet National de Marseille Roland Petit.

## Balletto Nazionale di Marsiglia

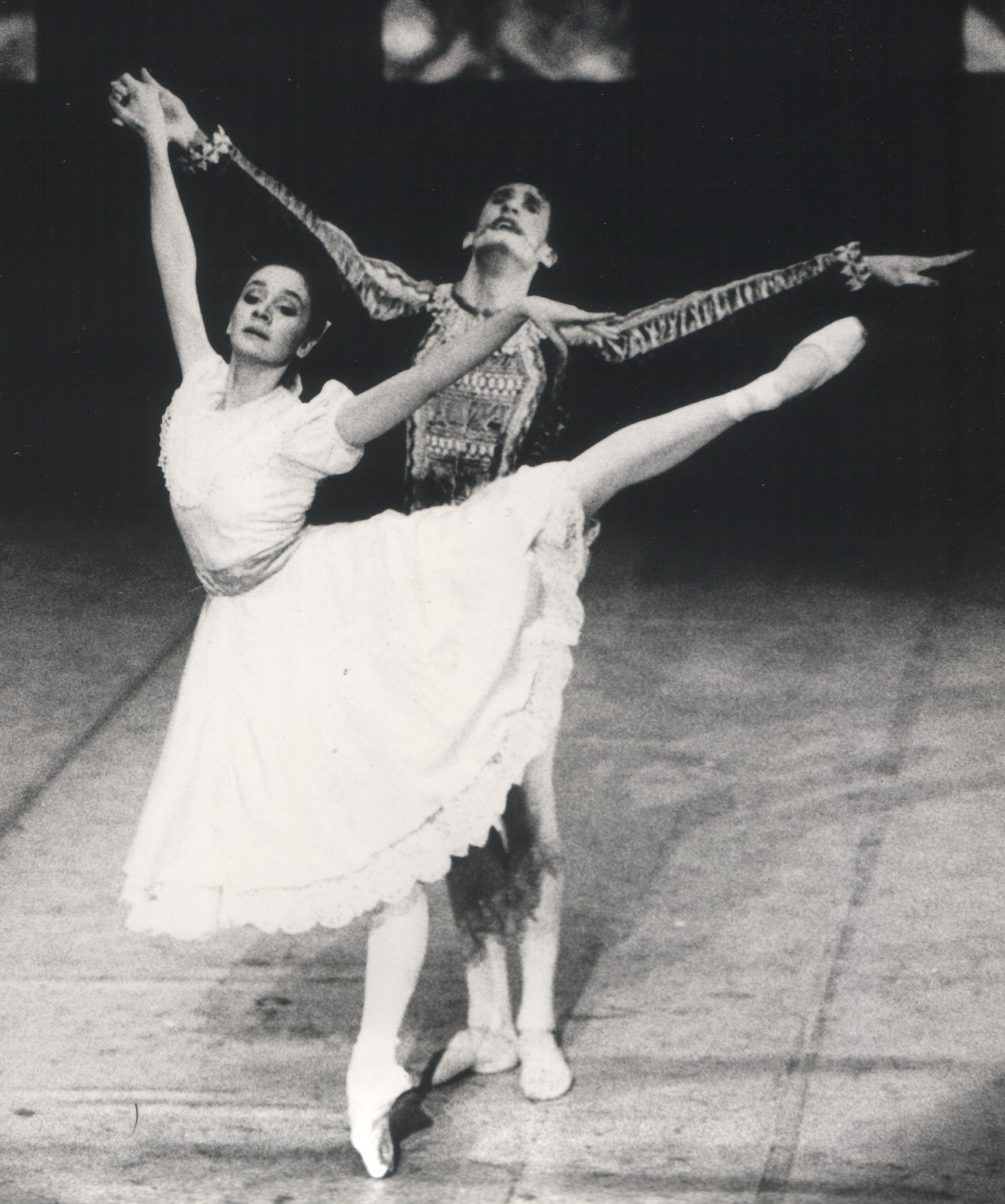
Con Jan Broeckx nel pas de deux delle Nevi ne Lo Schiaccianoci.

Qui esordisce subito, a soli vent'anni d'età, come protagonista de Le fantome de l'Opéra quale sostituta della stella francese Dominique Khalfouni in maternità.
In seguito, continua a danzare nel repertorio classico-moderno di Petit: Valentine's love songs, Les valses de Ravel, L'arlesienne, La chauve-souris.
Nel 1989 è invitata al Teatro Romano di Fiesole per una serata di gala che riunisce gran parte dei talenti italiani attivi all'estero e Paola Calvetti, nella presentazione della novità di Petit dal titolo Le diable amoureux, la indica come uno degli elementi più promettenti del corpo di ballo francese: "Piccola e italiana dalle gambe straordinarie: è certo che il coreografo prima o poi creerà qualcosa ad hoc per lei".
Poco dopo, nominata solista del Balletto Nazionale di Marsiglia, nasce infatti una creazione su misura: À l'italienne, divertimento coreografico su musiche di Mozart, insieme a Luigi Bonino.   

  
Nel 1990, in occasione di una nuova versione de La bella addormentata all'Opéra municipal de Marseille, al posto di Dominique Khalfouni è Francesca Sposi a debuttare nella parte della Principessa, in coppia con Cyril Pierre e con Zizi Jeanmaire nel ruolo centrale di Carabosse.

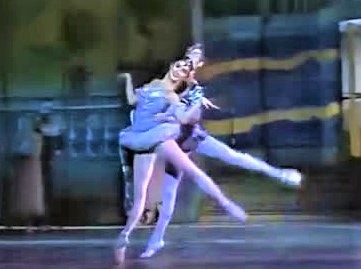
Gli Uccelli Azzurri con Joan Boix nella versione televisiva de La bella addormentata.

Nel presentarla alla stampa italiana, Roland Petit dichiara: "La nuova Aurora sarà una vera sorpresa per tutti, ma soprattutto per il pubblico italiano: si tratta della giovanissima Francesca Sposi, una ballerina che è da alcuni anni nella mia compagnia, due gambe mozzafiato e una notevole personalità".

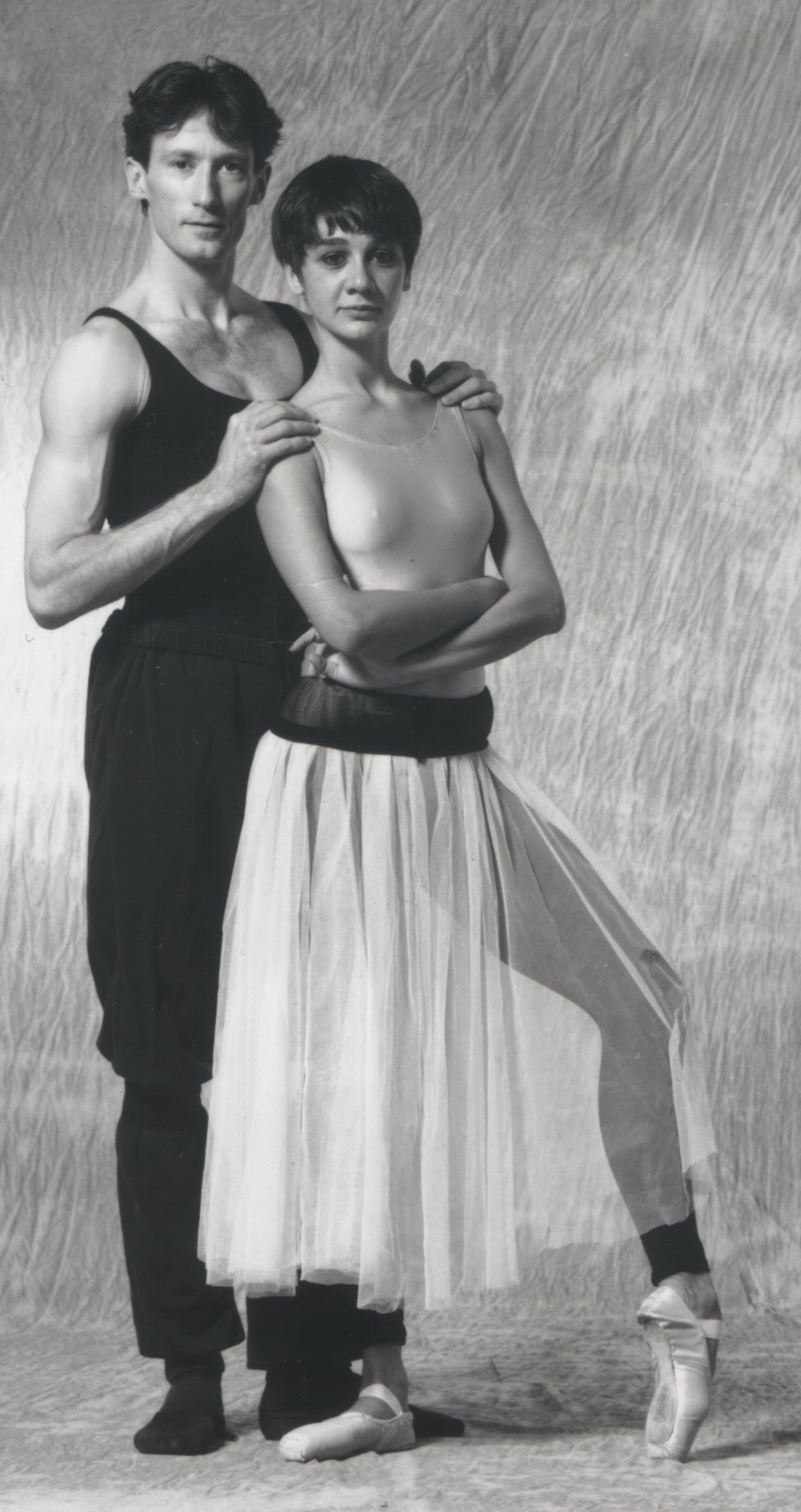
Con Jan Broeckx durante la creazione de Il Gattopardo di Roland Petit a Marsiglia.

Nel 1991 torna da protagonista al Teatro dell'Opera di Roma con il Balletto Nazionale di Marsiglia e danza la parte della Principessa ne La bella addormentata. Di questo balletto esiste una videoregistrazione ufficiale (Antenne 2 e Telmondis) diffusa anche in  Italia, in cui Francesca Sposi danza l'Uccello Blu (ruolo creato per lei da Petit) in coppia con Joan Boix-Pons.

### Riconoscimenti

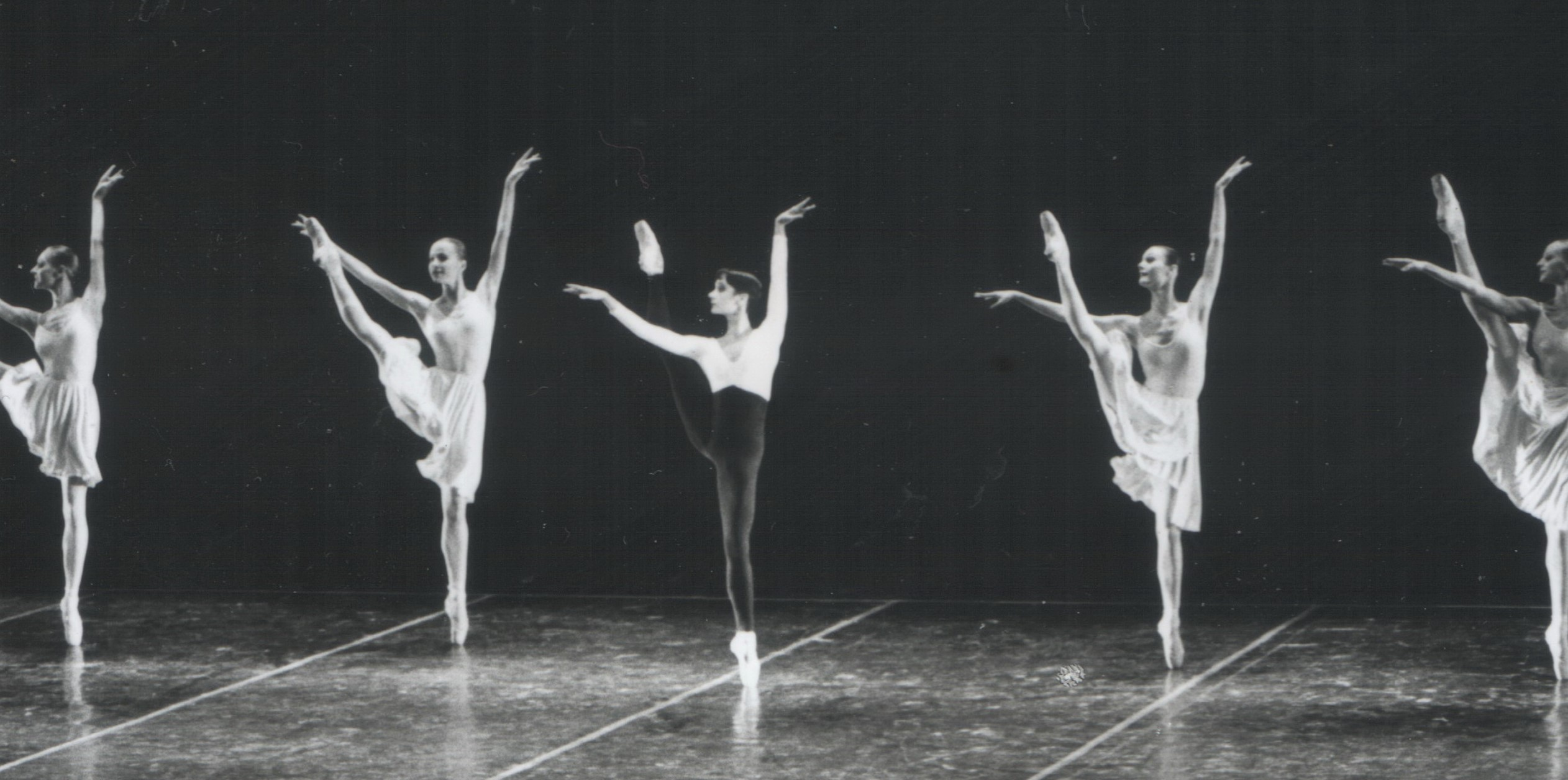
Les Six Danses de Chabrier.

Con il Balletto Nazionale di Marsiglia effettua tournée internazionali (Opéra di Parigi, Kennedy Center di Washington, Teatro reale danese di Copenaghen, Bunka Kaikan di Tokyo) tornando spesso in Italia (Scala di Milano, Teatro Massimo (Palermo)).
Danza ruoli principali in Casse-noisette, Cyrano de Bérgerac, Le chat botté, Pink Floyd ballet, Debussy pour sept danseurs, Les six danses de Chabrier, Et la lune descend sur le temple qui fut.
Danza parti solistiche in Carmen, Proust ou Les intermittences du coeur, Java for ever, Les forains,  Chéri, Boléro.
In alternanza con Altynai Asylmuratova, Carlotta Zamparo e Lucia Lacarra, danza in coppia a danzatori quali Jean-Yves Lormeau, Denys Ganio, Jan Broeckx, Cyril De La Barre, Giuliano Peparini, Lienz Chang.
Si esibisce come Swanilda in Coppélia anche al fianco dello stesso Petit nelle vesti di Coppélius.
Nel 1993 Vittoria Ottolenghi racconta lo spettacolo Mère méditerranée: "Per l'Italia, Roland Petit ha costruito (...) un delizioso passo a due per Bonino e la bravissima Francesca Sposi, romana: è un arguto incontro d'amore tra un moderno Pulcinella e una spudorata Colombina. Il tutto sulle note intense di Pino Daniele".
Nel 1997, in occasione de Le guépard al Teatro San Carlo di Napoli, la Ottolenghi scrive: "La bella borghese Angelica è la deliziosa Francesca Sposi, romana, ormai una delle figlie predilette di Roland Petit".
Nel 1998, con l'arrivo di Marie-Claude Pietragalla alla direzione del Balletto Nazionale di Marsiglia, lascia la compagnia e collabora con il gruppo francese Commun-Instant di Jean-Pierre Aviotte fino ai primi anni del 2000.
Il nome della ballerina rimane incluso nella rosa di artisti italiani legati all'attività recente della compagnia di Roland Petit.

## Video
- Domenica In (1986), Raffaella Carrà presenta un seminario di Carla Fracci e Gheorghe Iancu, su youtube.com.
- Prove con Roland Petit e Luigi Bonino, Villa Campolieto a Ercolano (1990), su youtube.com.
- La Bella Addormentata nel Bosco (Roland Petit), passo a due della Visione con Cyril Pierre (televisione italiana, 1990), su youtube.com.
- Uccellini Blu (Roland Petit) con Joan Boix, variazioni solistiche (Teatro dell'Opera di Roma, 1991), su youtube.com.
- Les six danses de Chabrier (Roland Petit), estratti con Lienz Chang all'Opéra di Marsiglia (1995), su youtube.com.
- Coppélia (Roland Petit), estratti con Luigi Bonino, Cyril Pierre e il Balletto di Marsiglia in tournée al Teatro Romolo Valli di Reggio Emilia (1996), su youtube.com.
- Lo Schiaccianoci (Roland Petit), breve estratto dal passo a due delle Nevi con Lienz Chang e il Balletto Nazionale di Marsiglia (1997), su youtube.com.
- Lo Schiaccianoci (Roland Petit), breve estratto dal passo a due finale con Lienz Chang e il Balletto Nazionale di Marsiglia (1997), su youtube.com.
- Il Gattopardo (Roland Petit), estratti con Lienz Chang e il Balletto di Marsiglia in tournée al Teatro San Carlo di Napoli (1997), su youtube.com.